# Cal Ferragic
Cal Ferragic és una obra de Perafita (Lluçanès) inclosa a l'Inventari del Patrimoni Arquitectònic de Catalunya.

## Descripció
Casa de petites dimensions orientada a migdia i coberta amb teulada a dues vessants. A la façana principal té una composició simètrica; a la planta baixa al centre hi ha un portal rectangular amb una llinda datada el 1774 i una finestra a cada costat (una d'elles té la data 1742). Al primer pis, damunt del portal, hi ha un balcó i dues finestres de pedra treballada a banda i banda. Al segon pis hi ha tres arcades amb totxana vista.

## Història
Si actualment la població de Perafita s'ha estancat, hi hagueren segles de notable creixement demogràfic com és el cas del segle xviii, puix que dels 357 habitants que hi havia al 1717 es passà a 439 habitants el 1787. Cal Ferragic seria un clar exponent d'aquesta alça.